# Вандяк Богдан Михайлович
Богдан Михайлович Вандяк (15 травня 1959, Заліщики Бучацького району Тернопільської области — 23 квітня 2015, Торонто, Канада) — український художник, поет.

## Життєпис
У 1980 році закінчив Львівське училище ім. Івана Труша, 1982-1984 рр. навчався в Інституті живопису, скульптури та архітектури ім. Іллі Рєпіна в [Ленінграді (нині м. Санкт-Петербурґ, РФ), 1984-1989 рр. у Львівському інституті прикладного та декоративного мистецтва (в Андрія Бокотея).
Від 1990 року проживав у м. Торонто (Канада). Перший як мистець прокладав дорогу у світ цифрової графіки, за що приходить визнання в Канаді, в США.
Мистецтво як відбиток душі

«Мої мистецькі образи є відбитком найменших порухів людської душі. Моя увага сконцентровується на дослідженні внутрішнього стану людини, на її сутності в контексті модерного й надто жорстокого світу. Об'єктом моїх мистецьких зацікавлень є людина, часто самотня, з одвічною потребою бути коханою, щасливою, навіть у її смутку чи горі. При цьому прагну зрозуміти майже незбагненне: поворот людської долі в залежності від позитивної чи негативної енергетики конкретної людини, а точніше — від її потреби нести у світ добро чи зло. При створенні мистецьких образів часто використовую свій набутий життєвий досвід або ж трансформую переживання іншої людини на себе. Передовсім прагну відшукати відповідь на запитання, які ставлю перед самим собою».

## Нагороди та відзначення
- «Найкраща робота на виставці» — часопис «ArtFokus» (м. Торонто, Канада, 1996 р.);
- «Фіналіст» в портретній категорії — «Часопис художника» (США, 1997 р.);
- «Приз журі» — Асоціація канадських художників (м. Торонто, Канада, 1997 р.);
- Перше місце, «За найкращу комп'ютерну графіку» — Загально-торонтонська виставка (м. Торонто, Канада, 2001 р.);
- Друга премія, за некомерційне відео — Graphic Exchange (м. Торонто, Канада, 2002 р.).

## Творчий доробок

### Літературні видання та публікації
- «Дзвін» — часопис спілки письменників України. № 9-10, Львівська книжкова фабрика «Атлас». Львів, Україна, 1992 р.;
- «Зерна» — літературно-мистецький альманах українців Європи. Видавництво НВФ «Українські технології». Львів, Україна, 1998 р.;
- «Біле по той бік чорного» — перша поетична збірка. Видавництво НВФ «Українські технології». Львів, Україна, 2004 р;
- «Де судження породжують бентежність…» — друга поетична збірка. Видавництво «Місто НВ». Івано-Франківськ, Україна, 2012 р.

### Кіно, театр
- «Sad Way» — Graphic Exchange, відео презентація (м. Торонто, Канада, 2002 р.);
- «Пролог любові» — театральне дійство, основою якого лягла поетична збірка — «Біле по той бік чорного». Дійство супроводжується відеорядом Б. Вандяка, режисер постановник п'єси — народний артист України Г. Шумейко (Театр ім. Леся Курбаса, м. Львів, 2004 р.);
- «Орда» — community film festival, фестиваль цифрового кіно (м. Торонто, Канада, 2008 р.).

### Виставки та презентації
- Ніагра-Фолс музей (м. Ніагра-Фалс, Канада, 1991 р.);
- Галерії-304 (м. Торонто, Канада, 1996 р.);
- галерея Канадсько-української мистецької фундації (КУМФ) (м. Торонто, Канада, 2001 р.);
- виставка в Музеї етнографії та художнього промислу (м. Львів, Україна, 2002 р.);
- виставка в Національному музеї ім. Т. Шевченка (м. Київ, Україна, 2002 р.);
- поетичний вечір та відеопрезентація «Пролог любові», в галереї КУМФ, Науковому товаристві імені Т. Шевченка (обидві в м. Торонто, Канада, 2004 р.);
- презентація поетичної збірки «Де судження породжують бентежність…» в Україні (всі — 2013 р.): Музей етнографії (м. Львів), Центральна міська бібліотека (м. Бучач), Обласна універсальна наукова бібліотека ім. І. Франка, Книгарня «Є» (м. Івано-Франківськ).

### Групові виставки

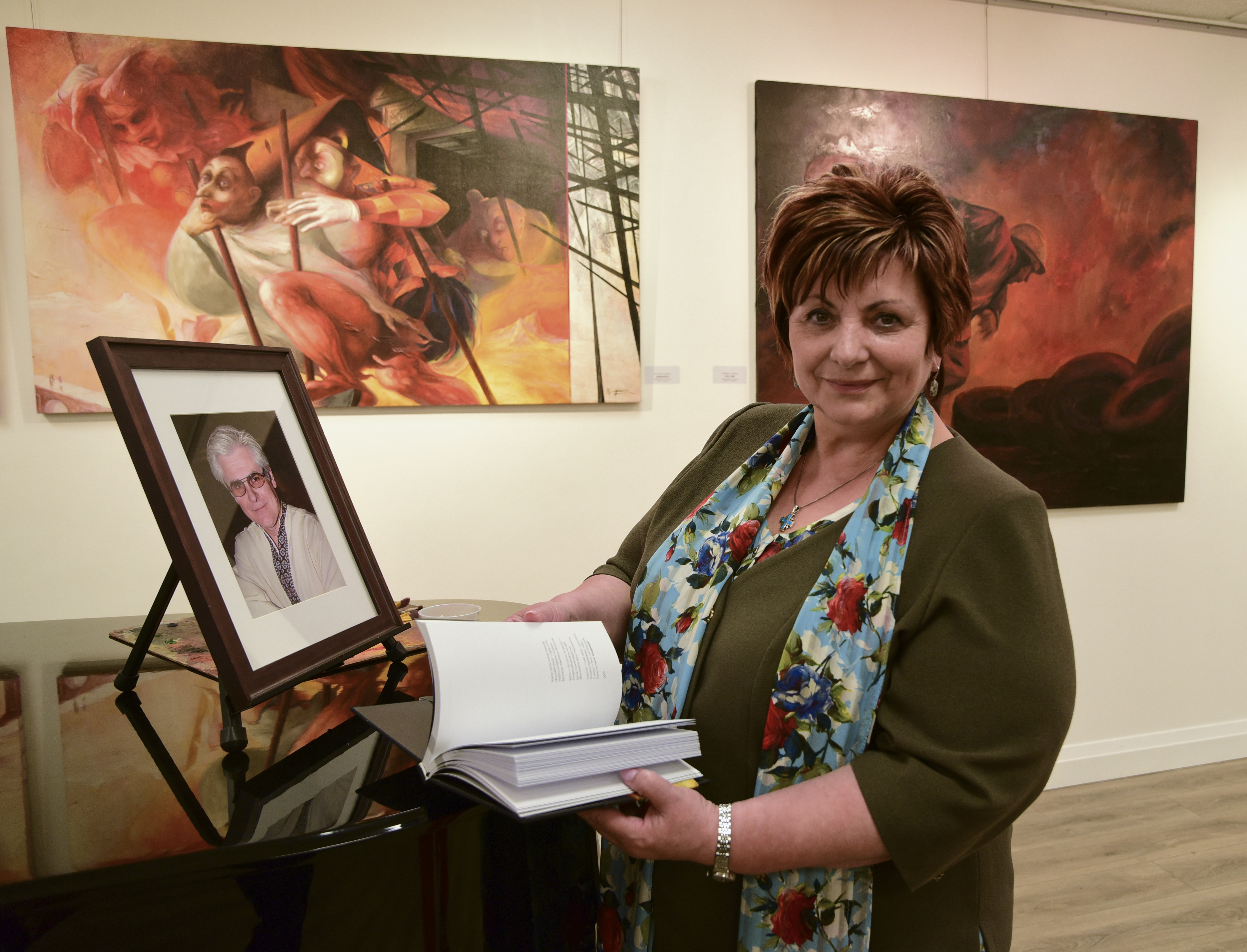
Анна Кісіль зі збіркою творів Богдана Вандяка на фоні виставки його творів 2 січня 2019

- Християнські мотиви, Музей етнографії та художнього промислу (м. , Україна, 1989 р.);
- Фундація дітей Чорнобиля (м. Міссісага, Канада, 1991 р.);
- U.A.A. (м. Нью-Йорк, США, 1994 р.);
- Загальноторонтонська виставка (м. Торонто, Канада, 1996 р.);
- АРТСайд ЕКСПО-96 (м. Міссісага, Канада, 1996 р.);
- Мистецька галерея Міссісаги (м. Міссісага, Канада, 1996 р.);
- Асоціація канадських художників (м. Торонто, Канада, 1997 р.);
- 22-а журі-виставка (м. Міссісага, Канада, 1999 р.);
- Модерн-ІІ, Небраска (США, 2000 р.);
- Міжнародне біенале Д'Арт мініатюри-2000 (м. Вілле Марі, Квебек, Канада, 2000 р.);
- Пеел комплекс (м. Брамптон, Канада, 2001 р.).

## Пам'ять
Богдан Вандяк став першим героєм проекту для соціальних мереж «Сонячна бандероль», який започаткувала Івано-Франківська ТРК «Карпати». У 2018 році племінником Богдана Вандяка Віталієм Бєлоусовим-Вандяком за підтримки канадських друзів Богдана упорядковано і видано його поетичний доробок у вигляді 220-сторінкової збірки.